# Hermelino Jorge de Linhares
Hermelino Jorge de Linhares (São Francisco do Sul, 1842 — Desterro, 5 de dezembro de 1880) foi um jornalista e político brasileiro.
Filho de Jacinto José Lopes. Casou com Maria Adelaide Jacques Linhares.
Fundou o jornal "O Progresso", em 1880, em Desterro.
Foi deputado à Assembleia Legislativa Provincial de Santa Catarina na 20ª legislatura (1874 — 1875), na 21ª legislatura (1876 — 1877), e na 22ª legislatura (1878 — 1879).